# Arcidiocesi di Esztergom-Budapest

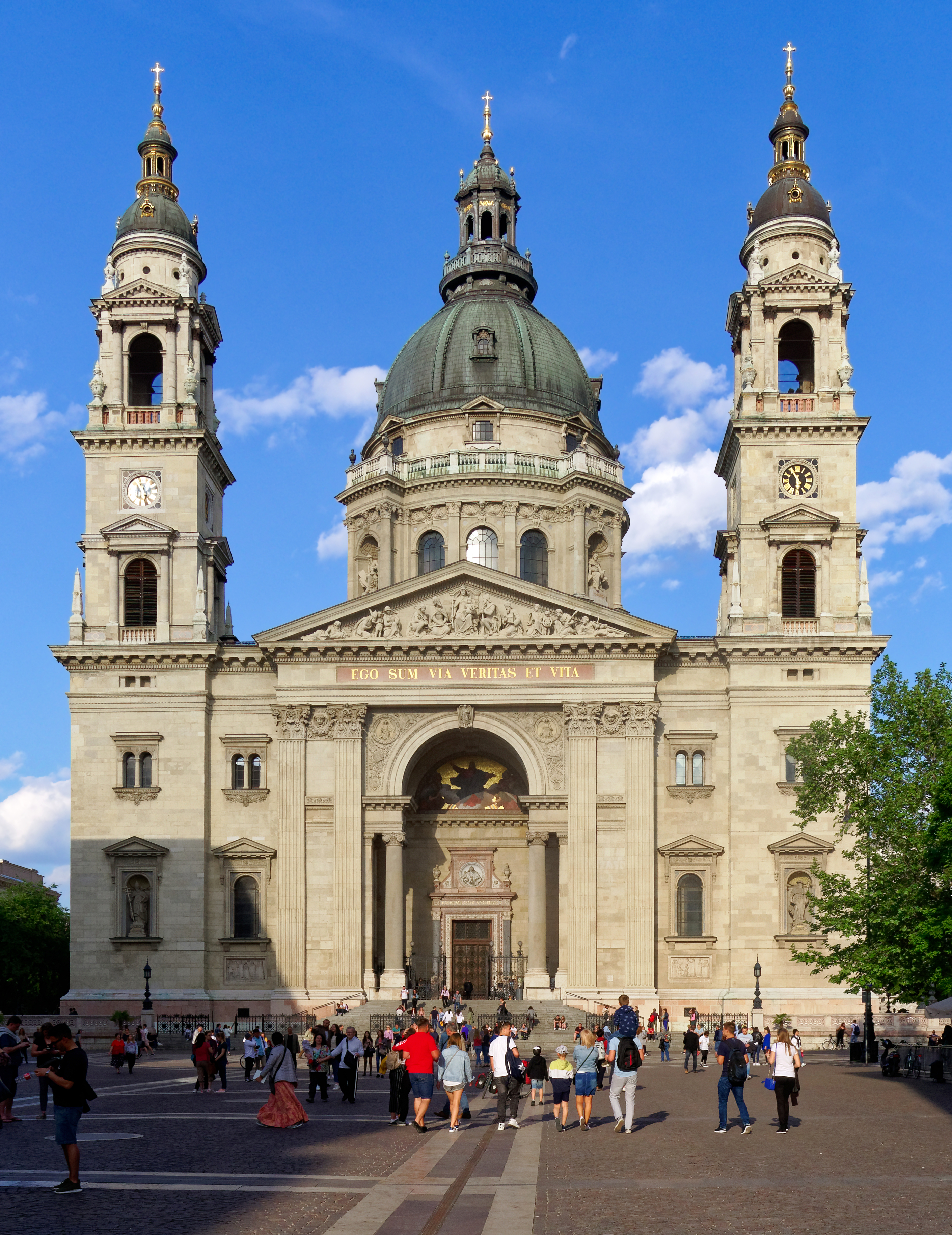
La basilica concattedrale di Santo Stefano a Budapest.

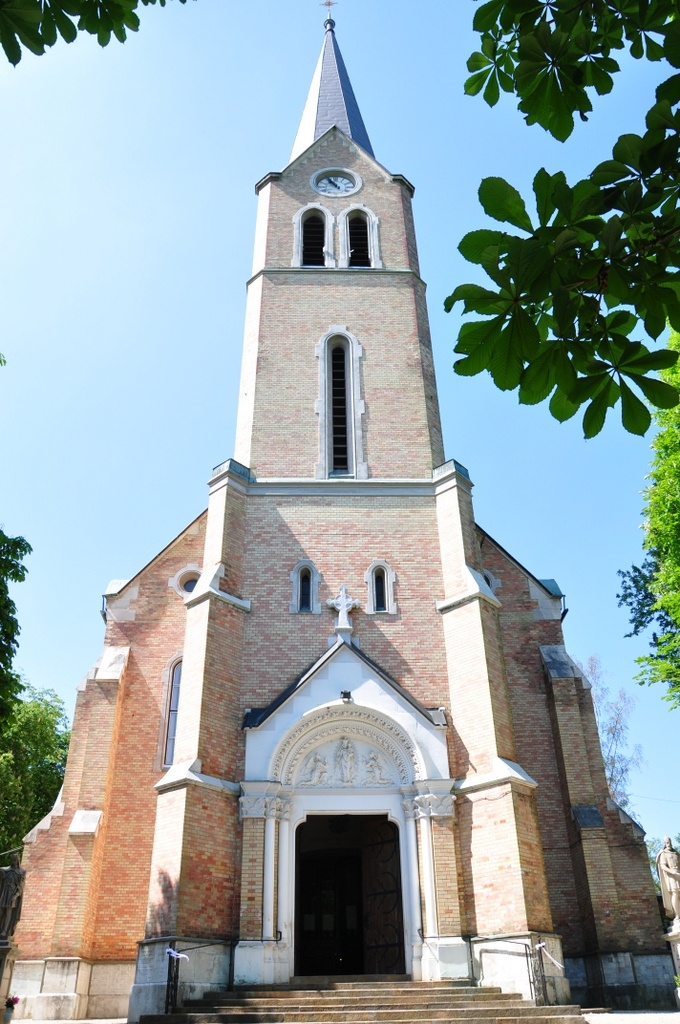
La basilica minore dell'Assunzione di Maria a Máriaremete.

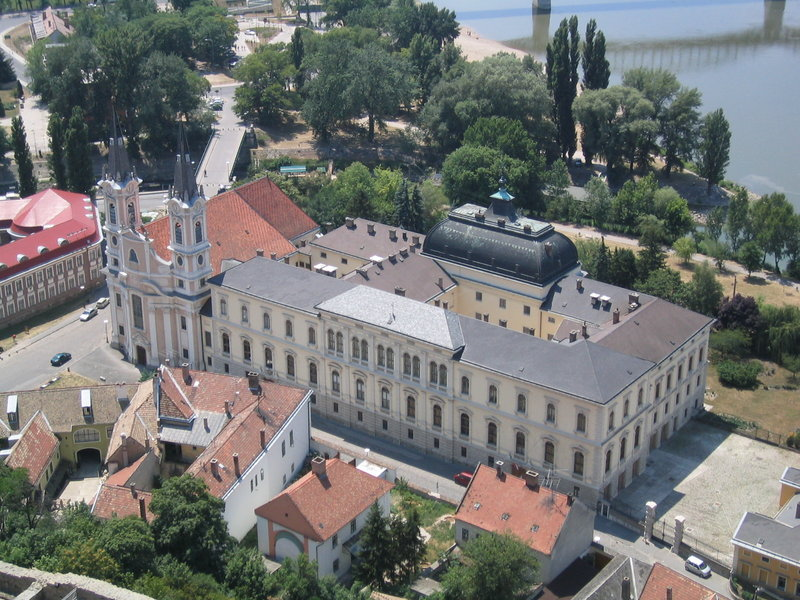
Il palazzo arcivescovile di Esztergom-Budapest.

L'arcidiocesi di Esztergom-Budapest (in latino Archidioecesis Strigoniensis-Budapestinensis) è una sede metropolitana della Chiesa cattolica in Ungheria. Nel 2023 contava 1.222.180 battezzati su 2.035.000 abitanti. È retta dall'arcivescovo cardinale Péter Erdő.
L'arcivescovo di Esztergom-Budapest è primate d'Ungheria.

## Territorio
Sede arcivescovile è la città di Esztergom (in italiano anche nota come "Strigonio") e comprende, oltre a Esztergom e gran parte di Budapest, il territorio tra le due città.
A Esztergom si trova la cattedrale di Nostra Signora e di Sant'Adalberto. A Budapest si erge la basilica concattedrale di Santo Stefano. A Máriaremete, quartiere di Budapest, sorge la basilica minore dell'Assunzione di Maria.
Il territorio si estende su 1.543 km² ed è suddiviso in 158 parrocchie.

### Provincia ecclesiastica
La provincia ecclesiastica di Esztergom-Budapest comprende due suffraganee:
- la diocesi di Győr, eretta nell'XI secolo;
- la diocesi di Székesfehérvár, eretta il 17 giugno 1777.

## Storia
L'arcidiocesi di Esztergom fu eretta nell'XI secolo, nel contesto della cristianizzazione dell'Ungheria all'epoca del re santo Stefano, e ben presto i suoi prelati assunsero un ruolo predominante nella giovane Chiesa ungherese, che varrà loro in seguito il titolo di primati d'Ungheria.
Tra i primi vescovi di Esztergom sono da segnalare: Lukács Bánfi (1161-1181), difensore del cattolicesimo contro i tentativi di Manuele I Comneno di inquadrare la Chiesa ungherese nel patriarcato di Costantinopoli; nel 1227 l'arcivescovo Róbert, insieme con il re Andrea II d'Ungheria, fondò la nuova diocesi di Milcovia a oriente del territorio ungherese, nella regione storica della Moldavia, allora abitata dai Cumani; la diocesi sarà soppressa nel XVI secolo; l'arcivescovo Mátyás, che assieme ad altri vescovi ungheresi trovò la morte sul campo di battaglia contro i Tartari nel 1241.
Il vescovo László Szalkay trovò la morte assieme ad altri 7 vescovi ungheresi nella battaglia di Mohács del 1526 contro i Turchi, i quali conquistarono Esztergom nel 1543. L'arcivescovo Pál Várdai fu costretto a trasferire la sede a Trnava, nell'attuale Slovacchia.
In un momento difficile per la Chiesa ungherese, con i Turchi padroni del Paese e il luteranesimo che si faceva strada tra i ceti medio alti della società ungherese, emerse la figura di uno dei più grandi arcivescovi di Esztergom di questo periodo, Miklós Oláh (1554-1568), umanista, che seppe riformare la sua arcidiocesi secondo i decreti del Concilio di Trento, non disdegnando di utilizzare il braccio secolare per difendere il cattolicesimo. La sua preoccupazione principale fu quella della formazione del clero: chiamò i gesuiti (1561), a cui affidò il seminario arcivescovile fondato nel 1566; nel 1560 indisse un sinodo con lo scopo di mettere in pratica i dettami del concilio tridentino.
Un gesuita divenne cardinale-arcivescovo di Esztergom, Péter Pázmány (1616-1637). Uomo di grande cultura e proficuo scrittore ecclesiastico, seppe contrastare il pensiero e la teologia luterana con il rigore scientifico della sua esposizione dottrinale, ma anche con la semplicità del linguaggio, capace di attrarre tutti i ceti della società ungherese. Grazie alla sua azione, numerose famiglie dell'alta società abbandonarono il luteranesimo per ritornare al cattolicesimo. Pázmány fondò a Trnava un altro seminario e un'università, trasferita a Budapest nel 1777; fondò anche un seminario ungherese a Vienna, il Collegium Pazmanianum; per primo, inviò i migliori elementi del suo clero a Roma a perfezionarsi nelle università pontificie.
Il 13 marzo 1776 i territori settentrionali dell'arcidiocesi diedero origine alle nuove diocesi di Banská Bystrica, di Rožňava e di Spiš.
L'arcivescovo József Batthyány tra il 1778 e il 1781 fece costruire a Presburgo, l'attuale Bratislava, l'imponente Palazzo Primaziale, in stile neoclassico, su progetto dell'architetto Melchior Hefele.
Nel 1820 Alexander Rudnay riportò la sede dell'arcidiocesi, il capitolo dei canonici e il seminario arcivescovile a Esztergom. Nel 1822 dette avvio ai lavori di costruzione del nuovo seminario e della nuova residenza arcivescovile.
L'8 giugno 1912 cedette la parrocchia di rito bizantino di Budapest a vantaggio dell'erezione dell'eparchia di Hajdúdorog.
Dopo la Prima guerra mondiale l'arcidiocesi si trovò divisa tra Ungheria e Cecoslovacchia. Il 29 maggio 1922 i territori cecoslovacchi dell'arcidiocesi furono costituiti in amministrazione apostolica di Trnava (oggi arcidiocesi di Trnava). In questo modo Esztergom perse oltre 370 parrocchie delle 481 che aveva prima della guerra.
Nel secondo dopo-guerra emerse la figura del cardinale József Mindszenty (1945-1973). Arrestato dalle autorità comuniste del Paese, fu condannato all'ergastolo nel 1948; venne liberato durante la rivolta ungherese del 1956, ma fallito il tentativo degli insorti, si rifugiò nell'ambasciata americana di Budapest, dove rimase fino al 1971, non potendo così partecipare al concilio Vaticano II.
Il 31 maggio 1993 con la bolla Hungarorum gens di papa Giovanni Paolo II furono rivisti i confini delle diocesi ungheresi. La sede di Esztergom acquisì quasi tutti i distretti che costituiscono la città di Budapest, appartenuti alle diocesi di Vác e di Székesfehérvár, e al contempo cedette alcune parrocchie a queste stesse due diocesi e a quella di Győr. Contestualmente l'arcidiocesi assunse il nome attuale e la basilica di Santo Stefano, fino a quel momento parte del territorio di Vác, fu elevata a concattedrale.

## Rito strigoniense
Fino all'edizione del Messale post-tridentino di San Pio V nell'arcidiocesi era in uso un rito proprio, il cui Messale, che trae origine da un Sacramentario della fine del XII secolo, fu stampato nel 1484. Le rubriche liturgiche erano raccolti nell'Ordinarius Strigoniensis che ebbe otto edizioni fra il 1493 e il 1520. Gli stessi libri liturgici erano utilizzati anche nelle diocesi suffraganee. Dopo il Concilio di Trento, il Messale strigoniense rimasero in uso fino al sinodo del 1629 in cui fu votato all'unanimità l'accoglimento del Messale Romano di Pio V, con l'aggiunta però delle feste dei santi del Regno d'Ungheria, due dei quali furono inserite anche nel calendario romano generale: santo Stefano d'Ungheria e sant'Adalberto. Anche dopo l'introduzione del Messale Romano, nell'arcidiocesi fu in uso un Rituale proprio, che sebbene si richiamasse al Rituale Romanum del 1614, accoglieva le consuetudini proprie del Regno d'Ungheria. Il Rituale Strigoniense fu stampato per la prima volta nel 1625 come erede di libri liturgici precedenti stampati nell'arcidiocesi nel 1560 e nel 1583. Ebbe poi numerose riedizioni fino al 1909 e rimase in uso fino alla metà del XX secolo. Altro libro liturgico che rivela dati interessanti sulla liturgia e sulla pastorale, anche perché destinato alle chiese di borghi e villaggi, è il Cantionale Rituale; fu stampato nel 1681: oltre a canti in latino, ne raccoglie altri in slovacco.

## Cronotassi dei vescovi
Si omettono i periodi di sede vacante non superiori ai 2 anni o non storicamente accertati.
- Domonkos I † (1000 - 1002)
- Sebestyén † (1002 - 1007)
- Sant'Asztrik, O.S.B. † (1007 - 1036)
- Domonkos II † (prima del 1037 - 1046)
- Benedek † (1046 - dopo il 1055)
- Dezső Dersfi † (1067 - 1075)
- Nehemiás † (1075 - 1077 deceduto)
- Dezső † (1078 - 1084 o 1085 deceduto)
- Acha † (1085 - ?)
- István † (1093 - ?)
- Serafino † (1095 - 1104 deceduto)
- Lorenzo † (1105 - 1118 deceduto)
- Marcello † (circa 1119 - dopo il 1124)
- Feliciano † (1127 - 1139 deceduto)
- Macario † (1142)
- Kökényes † (circa 1146)
- Martirio † (1151 - 27 aprile 1161 deceduto)
- Luca † (1161 - 1181 deceduto)
- Nicola † (1181 - 1183)
- Giobbe † (1185 - 1204 deceduto)
- Ugrino Csák † (1204 - ?)
- Giovanni † (6 ottobre 1205 - 1223 deceduto)
- Roberto † (13 marzo 1226 - 1º novembre 1239 deceduto)
- Rátót o Mátyás † (prima del 6 marzo 1240[9] - 1241 deceduto)
- István Báncsa † (7 luglio 1243 - dicembre 1251 nominato cardinale vescovo di Palestrina)
  - István Báncsa † (31 dicembre 1252 - dopo il 7 giugno 1253 dimesso) (amministratore apostolico)
- Benedek † (25 febbraio 1254 - 1260)
- Fülöp Szentgróti † (11 gennaio 1262 - circa 1273 deceduto)
  - Sede vacante (1273-1279)[10]
- Lodomer Vázsony (o Monoszló?) † (1º giugno 1279 - 1297 deceduto)
- Gergely Bicskei † (28 gennaio 1299 - 11 ottobre 1303 deceduto)
- Mihály Bői † (4 novembre 1303 - circa 1304 deceduto)
- Tamás † (31 gennaio 1306 - circa 1321 deceduto)
- Bolesław Piast † (2 ottobre 1321 - circa 1328 deceduto)
  - Miklós Dörögdi † (circa 1329 - 1330 dimesso) (vescovo eletto)
- Csanád Telegdi † (17 settembre 1330 - 1349 deceduto)
- Miklós Vásári † (11 gennaio 1350 - 1358 deceduto)
- Miklós Keszei † (8 ottobre 1358 - giugno 1366 deceduto)
- Tamás Telegdi † (10 febbraio 1367 - 1375 deceduto)
- János De Surdis † (23 gennaio 1376 - 1378)
- Dömötör Vaskúti † (1378 - 11 gennaio 1381 nominato amministratore apostolico)
  - Dömötör Vaskúti † (11 gennaio 1381 - 20 febbraio 1387 deceduto) (amministratore apostolico)
- János Kanizsai † (25 ottobre 1387 - 30 maggio 1418 deceduto)
  - Georg von Hohenlohe † (22 dicembre 1418 - 8 agosto 1423 deceduto) (amministratore apostolico)
- János Borsnitz † (27 marzo 1420 - 1423 deceduto)
- György Pálóczi † (10 novembre 1423 - 1439 deceduto)
- Dénes Szécsi † (15 febbraio 1440 - 1º febbraio 1465 deceduto)
- János Vitéz † (11 maggio 1465 - 11 agosto 1472 deceduto)
- Johann Beckenschlager † (15 marzo 1474 - 20 dicembre 1484 nominato arcivescovo di Salisburgo)
  - Giovanni d'Aragona † (20 dicembre 1484 - 17 ottobre 1485 deceduto) (amministratore apostolico)
  - Ippolito d'Este † (21 maggio 1487 - 20 dicembre 1497 nominato arcivescovo di Eger) (amministratore apostolico)
- Tamás Bakócz † (20 dicembre 1497 - 15 giugno 1521 deceduto)
- György Szatmári † (18 maggio 1523 - 7 aprile 1524 deceduto)
- László Szalkay † (6 maggio 1524 - 29 agosto 1526 deceduto)
- Pál Várdai † (1526 - 12 ottobre 1549 deceduto)
- Giorgio Martinuzzi, O.S.P.P.E. ? † (1551 - 17 dicembre 1551 deceduto)[11]
- Miklós Oláh † (3 agosto 1554 - 14 gennaio 1568 deceduto)
- Antal Verancsics † (27 settembre 1570 - 15 giugno 1573 deceduto)
  - Sede vacante (1573-1599)[12]
- János Kutassy † (4 giugno 1599 - 16 novembre 1601 deceduto)
  - Sede vacante (1601-1607)[13]
- Ferenc Forgách † (5 novembre 1607 - 16 ottobre 1615 deceduto)
- Péter Pázmány, S.I. † (28 novembre 1616 - 19 marzo 1637 deceduto)
- Imre Lósy † (16 novembre 1637 - 9 febbraio 1642 deceduto)
  - Sede vacante (1642-1645)
- György Lippay Zombori † (4 dicembre 1645 - 3 gennaio 1666 deceduto)
- György Szelepcsényi (Juraj Pohronec-Slepčiansky) † (22 agosto 1667 - 10 o 11 gennaio 1685 deceduto)
- György Széchényi † (2 settembre 1686 - 18 febbraio 1695 deceduto)
- Leopold Karl von Kollonitsch † (22 agosto 1695 - 20 gennaio 1707 deceduto)
- Christian August von Sachsen-Zeitz † (20 gennaio 1707 succeduto - 23 agosto 1725 deceduto)
- Imre Esterházy, O.S.P.P.E.  † (17 marzo 1727 - 6 dicembre 1745 deceduto)
  - Sede vacante (1745-1751)
- Miklós Csáky † (15 novembre 1751 - 31 maggio 1757 deceduto)
  - Sede vacante (1757-1761)
- Ferenc Barkóczy † (13 luglio 1761 - 18 giugno 1765 deceduto)
  - Sede vacante (1765-1776)
- József Batthyány † (20 maggio 1776 - 23 ottobre 1799 deceduto)
  - Sede vacante (1799-1808)
- Carlo Ambrogio Ferdinando d'Asburgo † (16 marzo 1808 - 2 settembre 1809 deceduto)
  - Sede vacante (1809-1819)

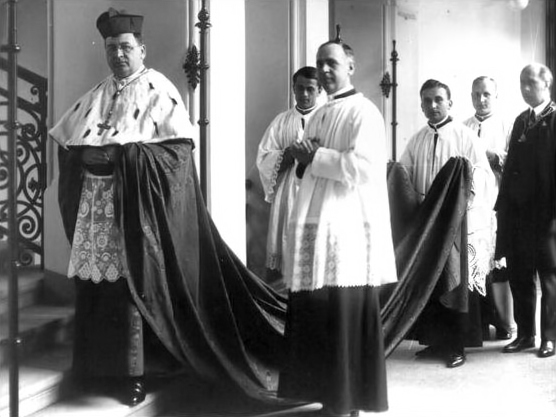
Jusztinián György Serédi (arcivescovo 1927-1945) in cappa magna

- Alexander Rudnay Divékújfalusi † (17 dicembre 1819 - 13 settembre 1831 deceduto)
  - Sede vacante (1831-1839)
- József Kopácsy † (18 febbraio 1839 - 18 settembre 1847 deceduto)
  - János Hám † (31 agosto 1848 - 1849) (non confermato)
- Ján Krstiteľ Scitovský † (28 settembre 1849 - 19 ottobre 1866 deceduto)
- János Simor † (22 febbraio 1867 - 23 gennaio 1891 deceduto)
- Kolos Ferenc Vaszary, O.S.B. † (17 dicembre 1891 - novembre 1912 dimesso)
- János Csernoch † (13 dicembre 1912 - 25 luglio 1927 deceduto)
- Jusztinián György Serédi, O.S.B. † (30 novembre 1927 - 29 marzo 1945 deceduto)
- József Mindszenty † (2 ottobre 1945 - 2 febbraio 1974 dimesso)
  - Sede vacante (1974-1976)
- László Lékai † (12 febbraio 1976 - 30 giugno 1986 deceduto)[14]
- László Paskai, O.F.M. † (3 marzo 1987 - 7 dicembre 2002 ritirato)
- Péter Erdő, dal 7 dicembre 2002

## Statistiche
L'arcidiocesi nel 2023 su una popolazione di 2.035.000 persone contava 1.222.180 battezzati, corrispondenti al 60,1% del totale.
| anno | popolazione | popolazione | popolazione | presbiteri | presbiteri | presbiteri | presbiteri                | diaconi | religiosi | religiosi | parrocchie |
| anno | battezzati  | totale      | %           | numero     | secolari   | regolari   | battezzati per presbitero | diaconi | uomini    | donne     | parrocchie |
| ---- | ----------- | ----------- | ----------- | ---------- | ---------- | ---------- | ------------------------- | ------- | --------- | --------- | ---------- |
| 1948 | 818.773     | 1.236.392   | 66,2        | 1.191      | 520        | 671        | 687                       |         | 453       | 2.451     | 167        |
| 1970 | 750.000     | 1.710.000   | 43,9        | 632        | 512        | 120        | 1.186                     |         | 130       | 20        | 162        |
| 1980 | 798.000     | 1.920.000   | 41,6        | 402        | 402        |            | 1.985                     |         | 20        | 20        | 158        |
| 1990 | 949.115     | 1.541.973   | 61,6        | 405        | 308        | 97         | 2.343                     |         | 167       | 39        | 154        |
| 1999 | 1.258.000   | 2.094.000   | 60,1        | 461        | 267        | 194        | 2.728                     | 13      | 280       | 714       | 149        |
| 2000 | 1.258.000   | 2.094.000   | 60,1        | 388        | 269        | 119        | 3.242                     | 14      | 241       | 768       | 149        |
| 2001 | 1.258.000   | 2.094.000   | 60,1        | 359        | 239        | 120        | 3.504                     | 15      | 255       | 723       | 149        |
| 2002 | 1.258.000   | 2.930.000   | 42,9        | 358        | 234        | 124        | 3.513                     | 17      | 173       | 699       | 149        |
| 2003 | 1.258.000   | 2.094.000   | 60,1        | 369        | 245        | 124        | 3.409                     | 17      | 173       | 699       | 151        |
| 2004 | 1.258.000   | 2.094.000   | 60,1        | 370        | 260        | 110        | 3.400                     | 16      | 155       | 664       | 151        |
| 2006 | 1.264.867   | 2.100.000   | 60,2        | 398        | 230        | 168        | 3.178                     | 19      | 224       | 551       | 152        |
| 2013 | 1.254.000   | 2.088.000   | 60,1        | 443        | 262        | 181        | 2.830                     | 23      | 254       | 480       | 188        |
| 2016 | 1.249.000   | 2.078.000   | 60,1        | 377        | 224        | 153        | 3.312                     | 28      | 216       | 394       | 155        |
| 2019 | 1.238.900   | 2.061.200   | 60,1        | 382        | 231        | 151        | 3.243                     | 38      | 211       | 319       | 157        |
| 2021 | 1.237.000   | 2.059.500   | 60,1        | 365        | 219        | 146        | 3.389                     | 40      | 199       | 303       | 158        |
| 2023 | 1.222.180   | 2.035.000   | 60,1        | 327        | 198        | 129        | 3.737                     | 38      | 172       | 250       | 158        |